# جمعية أرشيف بيانات الأديان
جمعية أرشيف بيانات الأديان (بالإنجليزية: Association of Religion Data Archives وتُختصر: ARDA) هي مصدر مجاني للمعلومات المتاحة عبر الإنترنت المتعلقة بـالأديان في الولايات المتحدة وعلى الصعيد الدولي. من الأهداف الأساسية للأرشيف إتاحة الوصول إلى المعلومات الأكاديمية حول الدين وجعلها متاحة على نطاق واسع. تتوفر أكثر من 900 دراسة استقصائية وتقارير عضوية وبيانات أخرى للمعاينة عبر الإنترنت، ويمكن تحميل معظمها مجانًا. من الخصائص الأخرى للموقع: ملفات تعريف وطنية، خرائط GIS، لمحات عن عضوية الكنائس، أشجار النسب الطائفية، جداول زمنية تاريخية، جداول ورسوم بيانية وتقارير ملخصة أخرى.
تأسست الجمعية في البداية باسم «أرشيف بيانات الدين الأمريكي» سنة 1997، وأُتيحت على الإنترنت منذ 1998. وكانت موجهة في البداية للباحثين المهتمين بالدين في أمريكا. في فبراير 2006، تغير اسم الأرشيف إلى «جمعية أرشيف بيانات الأديان» بعد إضافة أرشيف بيانات دولي. يشمل الأرشيف الآن مجموعات أمريكية ودولية بالإضافة إلى أدوات وموارد موجهة للمربين والصحفيين والجماعات الدينية والباحثين.
يُقدَّم المحتوى من قبل باحثين ومراكز أبحاث دينية حول العالم. ويقع المقر الحالي في معهد أبحاث العلوم الاجتماعية في جامعة ولاية بنسلفانيا، بتمويل من مؤسسة ليلي للوقف، مؤسسة جون تمبلتون، جامعة تشابمان، وجامعة ولاية بنسلفانيا.

## التاريخ
أسس روجر فينكه، أستاذ علم الاجتماع آنذاك في جامعة بيردو، أرشيف بيانات الدين الأمريكي عام 1996 بمنحة من مؤسسة ليلي للوقف. بدأت عملية جمع ومعالجة البيانات عام 1997، وأُطلق الأرشيف عبر الإنترنت في خريف عام 1998 عبر النطاق www.thearda.com، واحتوى في البداية على 33 استبيانًا حول الدين في أمريكا. في غضون عشر سنوات، توسع الأرشيف ليشمل أكثر من 400 ملف بيانات. اعتبارًا من 2016، أصبح هناك أكثر من 900 ملف بيانات قابلة للتحميل.
ابتداءً من 2005، بدأ الأرشيف باستضافة استبيانات تتعلق بالدين خارج الولايات المتحدة. لذلك غُيّر اسم الأرشيف عام 2006 إلى «جمعية أرشيف بيانات الأديان» ليعكس نطاقه العالمي مع الحفاظ على نفس الاختصار ونطاق الإنترنت.
نُقل مقر الأرشيف من جامعة بيردو إلى معهد بحوث السكان في جامعة ولاية بنسلفانيا، ولا يزال يُدار تحت إشراف روجر فينكه، بمساعدة كريستوفر بادير من جامعة تشابمان. وتوسّع الفريق العامل ليشمل باحثين وطلبة دراسات عليا، وفريق تطوير إلكتروني وتسويق، وفريق تحرير أكاديمي وتحرير تعليمي وإعلامي.

## نظرة عامة
يتضمن القسم الرئيسي من جمعية أرشيف بيانات الأديان أرشيفًا يحتوي على أكثر من 1,000 ملف بيانات كمية اعتبارًا من يناير 2024. لا يقوم موظفو جمعية أرشيف بيانات الأديان بجمع هذه البيانات بأنفسهم؛ بل يقدّمها الباحثون الرئيسيون الذين أجروا الاستبيانات للأرشيف لمعالجتها وأرشفتها. وتشمل المصادر الرئيسية بيانات من "Presbyterian Panel Survey"، و"Southern Focus Poll"، و"U.S. Congregational Life Survey"، و"Middletown Area Study"، إضافة إلى المسح الاجتماعي، ودراسات الانتخابات الوطنية الأمريكية، و"World Religion Database"، ومركز بيو للأبحاث. من بين المواضيع الأكثر شيوعًا: الآراء العامة حول القضايا الاجتماعية مثل الإجهاض والمثلية ودور المرأة، والتصورات حول الله/الإله، والانتماءات الدينية للمجيبين على الاستبيانات.
بالإضافة إلى البيانات، يقدم الأرشيف معلومات عن التوزيع الديني وحرية الدين في 232 دولة تعترف بها وزارة الخارجية الأمريكية، وبيانات العضوية والأنساب الدينية للأديان الكبرى والطوائف الأمريكية، وأدوات تعليمية متنوعة.
ينشر الصحفي ديفيد بريغز مقالًا نصف شهري على موقع جمعية أرشيف بيانات الأديان يتناول قضايا دينية وعامة، ويُعاد نشره في هافينغتون بوست، التي يكتب لها أيضًا.
في عام 2015، بدأت جمعية أرشيف بيانات الأديان بتقديم جداول زمنية تفاعلية لتاريخ الدين في الولايات المتحدة، تشمل تسعة محاور تفاعلية حول: أحداث وشخصيات دينية بارزة، الحركات الاجتماعية، الأقليات الدينية، العرق/الإثنية، المرأة والدين، والكنائس المعمدانية والكاثوليكية والمنهجية والمشيخية.

## الشراكات
ترتبط جمعية أرشيف بيانات الأديان وتُموَّل من قبل الجهات التالية:
- مؤسسة ليلي للوقف
- مؤسسة جون تمبلتون
- جامعة ولاية بنسلفانيا
- جامعة تشابمان

وترتبط من دون تمويل مع:
- رابطة دراسة الدين والاقتصاد والثقافة
- مشروع الدين والدولة في جامعة بار إيلان
- الرابطة الدولية للصحفيين الدينيين
- مشروع "استطلاع صورة الحياة الأمريكية"

## الجوائز والتقدير
- اختيرت جمعية أرشيف بيانات الأديان ضمن قائمة أفضل ثلاثين مصدرًا مرجعيًا مجانيًا لعام 2010 من قبل جمعية المكتبات الأمريكية عبر قسم الخدمات المرجعية ومساعدة المستخدمين  [لغات أخرى]‏.[17]

- صنفها بوابة "Insights into Religion" التابعة لـ Lilly Endowment كواحدة من أفضل الموارد الإلكترونية للتعليم المستمر حول الدين،[18] والبحوث الديمغرافية،[19] وبحوث الشباب،[20] وتعليم الدين.[4]